# Korczyk (herb szlachecki)

Herb

Korczyk – herb szlachecki.

## Opis herbu
W polu zielonym, pod złotym półksiężycem – dwie poprzeczne belki, czyli wręby srebrne, równoległe, wyższa krótsza, niższa dłuższa. W klejnocie trzy pióra pawie.

## Najwcześniejsze wzmianki
Nadany w 1775 przez Stanisława Augusta Poniatowskiego

## Herbowni
Dąbkowscy, Korczyk